# عكبر ناعم
عكبر ناعم (الاسم العلمي: Microtus levis) (بالإنجليزية: East European Vole)‏ هو نوع من الحيوانات يتبع جنس العكبر من الفصيلة القدادية.